# كارلوس براتيس
كارلوس أوغوستو مونتيرو براتيس (بالإنجليزية: Carlos Augusto Monteiro Prates؛ مواليد 17 أغسطس 1993) هو مُقاتل فنون قتالية مختلطة برازيلي وملاكم كيك بوكسينغ وموياي تاي سابق. يُنافس حاليًا في فئة وزن الوسط في يو إف سي. اعتبارًا من 15 يوليو 2025، احتل المركز 12 في تصنيفات وزن الوسط في يو إف سي.

## الخلفية
وُلِد براتيس في 17 أغسطس 1993 في تاوباتي بولاية ساو باولو، البرازيل لأم عزباء. خلال سنوات مراهقته، بدأ التدخين، ثم بدأ في ممارسة رياضة الموياي تاي في فريق فالي توب تيم وبعد 4 سنوات بدأ مسيرته في فنون القتال المختلطة. بعد خسارته الرابعة، انتقل براتيس إلى تايلاند لتعلم رياضة الموياي تاي والمنافسة قبل العودة إلى فنون القتال المختلطة في عام 2016.

## المسيرة في فنون القتال المختلطة
بدأ مسيرته الاحترافية في فنون القتال المختلطة في عام 2012، لكن بدايته المبكرة كانت صعبة. فخلال أول تسع نزالات خاضها، واجه العديد من التحديات، وحصد رصيد 5–4. وقد نُسبت هذه النكسات جزئيًا إلى تنافسه في فئة وزن غير مناسبة وافتقاره إلى الانضباط في نظامه التدريبي. في النهاية، صقل براتيس مهاراته ووجد طريقه، خاصة بعد إقامة طويلة في تايلاند، حيث اكتسب خبرة قيمة في الموياي تاي.
خاض براتيس العديد من النزالات في مشهد فنون القتال المختلطة الآسيوية، وشارك في أحداث مثل بطولة تشين وو مين في الصين وبطولة دوجو فول ميتال في تايلاند. كما انضم إلى سلسلة المحارب التابعة لبطولة ون في عام 2019، حيث اكتسب شهرة بفوزه على مقاتلين مثل غونتر كالوندا. حقق براتيس رصيد بلغ 15 فوزًا و6 هزائم من عام 2012 إلى عام 2023 قبل دعوته إلى سلسلة منافسات دانا وايت.

### سلسلة منافسات دانا وايت
خاض براتيس أول نزال له في سلسلة منافسات دانا وايت في الأسبوع الرابع من الموسم السابع. وفاز بضربة يسارية مستقيمة في الجولة الثانية، ليحصل على عقد مع يو إف سي.

### يو إف سي
خاض براتيس أول نزال له في 10 فبراير 2024 ضد تريفين جايلز في حدث يو إف سي ليلة القتال: هيرمانسون ضد بايفر. فاز براتيس بالضربة القاضية في الجولة الثانية. وقد حصل على مكافأة أداء الليلة.
خاض براتيس لاحقًا نزال في حدث يو إف سي على إي إس بي إن: كانونير ضد إيمافوف، حيث فاز بركبة للجسم في الجولة الأولى. وقد منحه هذا مكافأة أخرى لأداء الليلة.
خاض براتيس أول نزال له في عرض الدفع مقابل المشاهدة في حدث يو إف سي 305 ضد لي جينغلينغ، وفاز عبر ضربة يسارية قاضية بعد أن أسقط لي جينغلينغ مرتين، وكان أول من أسقط لي جينغلينغ بالضربة القاضية. وقد حصل بذلك على مكافأة أداء الليلة للمرة الثالثة على التوالي.
خاض براتيس أول حدث رئيسي له حدث يو إف سي ليلة القتال: ماغني ضد براتيس ضد المخضرم نيل ماغني، دافع براتيس عن جميع عمليات إسقاط ماغني السبع وأسقطه مرتين، وفاز بالضربة القاضية بعد 4 دقائق و50 ثانية من الجولة الأولى. ليحصل على رابع مكافأة أداء الليلة له على التوالي.
كان من المقرر أن يواجه براتيس جيف نيل في 12 أبريل 2025 في حدث يو إف سي 314. ومع ذلك، انسحب نيل لأسباب غير معروفة وتم إلغاء النزال لاحقًا.
واجه براتيس إيان ماتشادو غاري في 26 أبريل 2025 في الحدث الرئيسي ليو إف سي على إي إس بي إن 66. خسر النزال بقرار القضاة بالإجماع.
تم إعادة جدولة النزال بين براتيس ونيل منذ ذلك الحين وأقيمت في 16 أغسطس 2025 لحدث يو إف سي 319. فاز في النزال بالضربة القاضية في الجولة الأولى.

## البطولات والإنجازات

### فنون القتال المختلطة
- يو إف سي
  - أداء الليلة (أربع مرات) ضد تريفين جايلز، تشارلز رادتكي، لي جينغلينغ، ونيل ماغني[10][12][14][16]
- بطولة القتال البارزة
  - بطولة إس إف تي للوزن المتوسط (مرة واحدة؛ السابقة)

## الحياة الشخصية
أوضح براتيس أنه بدأ التدخين في سن مبكرة، مما تسبب في إدمانه.

## سجل فنون القتال المختلطة
| السجل المهني |        |         |
| 29 نزال      | 22 فوز | 7 خسارة |
| ضربة قاضية   | 17     | 2       |
| إخضاع        | 3      | 3       |
| قرار القضاة  | 2      | 2       |

| النتيجة | السجل | الخصم                     | الطريقة                       | الحدث                                            | التاريخ        | الجولة | الوقت | المكان                                | الملاحظات                                           |
| ------- | ----- | ------------------------- | ----------------------------- | ------------------------------------------------ | -------------- | ------ | ----- | ------------------------------------- | --------------------------------------------------- |
| فاز     | 22–7  | جيف نيل                   | ضربة قاضية (كوع خلفي دوار)    | يو إف سي 319                                     | 16 أغسطس 2025  | 1      | 4:59  | شيكاغو، إلينوي، الولايات المتحدة      | أداء الليلة.                                        |
| خسر     | 21–7  | إيان ماتشادو غاري         | قرار القضاة (بالإجماع)        | يو إف سي على إي إس بي إن: ماتشادو غاري ضد براتيس | 26 أبريل 2025  | 5      | 5:00  | كانساس سيتي، ميزوري، الولايات المتحدة |                                                     |
| فاز     | 21–6  | نيل ماغني                 | ضربة قاضية (بلكمة)            | يو إف سي ليلة القتال: ماغني ضد براتيس            | 9 نوفمبر 2024  | 1      | 4:50  | لاس فيغاس، نيفادا، الولايات المتحدة   | أداء الليلة.                                        |
| فاز     | 20–6  | لي جينغلينغ               | ضربة قاضية (باللكمات)         | يو إف سي 305                                     | 17 أغسطس 2024  | 2      | 4:02  | برث، أستراليا                         | أداء الليلة.                                        |
| فاز     | 19–6  | تشارلز رادتكي             | ضربة قاضية (بالركبة للجسم)    | يو إف سي على إي إس بي إن: كانونير ضد إيمافوف     | 8 يونيو 2024   | 1      | 4:47  | لويفيل، كنتاكي، الولايات المتحدة      | أداء الليلة.                                        |
| فاز     | 18–6  | تريفين جايلز              | ضربة قاضية (بلكمة)            | يو إف سي ليلة القتال: هيرمانسون ضد بايفر         | 10 فبراير 2024 | 2      | 4:03  | لاس فيغاس، نيفادا، الولايات المتحدة   | أداء الليلة.                                        |
| فاز     | 17–6  | ميتش راميريز              | ضربة فنية قاضية (بلكمة)       | سلسلة منافسات دانا وايت                          | 18 نوفمبر 2023 | 2      | 1:14  | لاس فيغاس، نيفادا، الولايات المتحدة   |                                                     |
| فاز     | 16–6  | إدواردو رامون             | ضربة القاضية (بالركبة)        | إل إف إيه 154                                    | 10 مارس 2023   | 1      | 2:25  | كاجامار، البرازيل                     |                                                     |
| فاز     | 15–6  | موآسير روشا               | ضربة قاضية (ركلة رأس ولكمات)  | إل إف إيه 146                                    | 4 نوفمبر 2022  | 1      | 4:15  | كاجامار، البرازيل                     | نزال في وزن غير محدد (174.6 رطل)؛ روشا أخفق بالوزن. |
| فاز     | 14–6  | تشارلز دي أوليفيرا سانتوس | ضربة قاضية (بلكمة)            | إس إف تي 37                                      | 3 سبتمبر 2022  | 1      | 3:14  | ساو باولو، البرازيل                   | فاز بلقب بطولة إس إف تي لوزن الوسط الشاغر.          |
| فاز     | 13–6  | تافاريل برازيل            | ضربة قاضية (باللكمات والركبة) | إس إف تي 35                                      | 11 يونيو 2022  | 2      | 1:52  | ساو باولو، البرازيل                   | العودة لوزن الوسط.                                  |
| فاز     | 12–6  | آلان سيلفا                | ضربة فنية قاضية (باللكمات)    | إس إف تي 32                                      | 18 ديسمبر 2021 | 1      | 1:21  | ساو باولو، البرازيل                   | نزال في الوزن الخفيف.                               |
| فاز     | 11–6  | جوزيف لوتشيانو            | قرار القضاة (بالإجماع)        | سلسلة ون ووريورز 9                               | 4 ديسمبر 2019  | 3      | 5:00  | كالانغ، سنغافورة                      |                                                     |
| خسر     | 10–6  | جادجيمراد عبد اللهيف      | قرار القضاة (بالإجماع)        | سلسلة ون ووريورز 6                               | 20 يونيو 2019  | 3      | 5:00  | كالانغ، سنغافورة                      |                                                     |
| فاز     | 10–5  | غونتر كالوندا نغونزا      | ضربة قاضية (ركلة للجسم)       | سلسلة ون ووريورز 5                               | 25 أبريل 2019  | 2      | 4:45  | كالانغ، سنغافورة                      | أول ظهور في الوزن المتوسط.                          |
| فاز     | 9–5   | تولواسابيك كويربانجون     | ضربة فنية قاضية (باللكمات)    | دبليو إف إف دبليو.إيه.آر.إس. 30                  | 14 ديسمبر 2018 | 1      | 0:28  | تشنغتشو، الصين                        |                                                     |
| فاز     | 8–5   | تاو جيانغ                 | ضربة فنية قاضية (باللكمات)    | تشين وو مين: موسم 2016-2017، المرحلة السابعة     | 7 أبريل 2017   | 2      | 3:35  | غوانجو، الصين                         |                                                     |
| خسر     | 7–5   | ميخائيل رومانشوك          | ضربة فنية قاضية (باللكمات)    | تشين وو مين: موسم 2016-2017، المرحلة الثالثة     | 2 مارس 2018    | 1      | 2:03  | غوانجو، الصين                         |                                                     |
| فاز     | 7–4   | صن جيم جي                 | إخضاع (خنق المقصلة)           | تشين وو مين: موسم 2016-2017، المرحلة الأولى      | 6 نوفمبر 2016  | 1      | 1:57  | غوانجو، الصين                         |                                                     |
| فاز     | 6–4   | يوسف وهبي                 | إخضاع (خنق خلفي عاري)         | دوجو ميتال كامل 8                                | 10 يناير 2016  | 2      | 2:56  | بوكيت، تايلاند                        | أول ظهور في وزن الوسط.                              |
| خسر     | 5–4   | أري سانتوس                | إخضاع (خنق خلفي عاري)         | أبطال الفنون القتالية المختلطة الخارقون 6        | 25 أكتوبر 2014 | 1      | 3:24  | ساو باولو، البرازيل                   |                                                     |
| فاز     | 5–3   | برونو بيريرا              | إخضاع (الضغط على الذراع)      | قتال قوي 2                                       | 14 يونيو 2014  | 3      | 2:13  | تاوباتي، البرازيل                     |                                                     |
| خسر     | 4–3   | كلوديير فريتاس            | إخضاع (خنق المثلث)            | بريميوم إف سي 3                                  | 22 سبتمبر 2014 | 1      | 3:10  | كامبيناس، البرازيل                    |                                                     |
| فاز     | 4–2   | كوزمي سانتوس              | ضربة قاضية (ركلة للجسم)       | البرازيل كومباتي 2                               | 10 نوفمبر 2013 | 1      | 2:21  | أمريكانا، البرازيل                    |                                                     |
| خسر     | 3–2   | ديوغو كافالكانتي          | إخضاع (خطاف الكعب)            | إس إف تي 1                                       | 20 سبتمبر 2013 | 1      | 4:54  | ساو باولو، البرازيل                   | العودة للوزن الخفيف.                                |
| فاز     | 3–1   | رودريجو هاروا             | قرار القضاة (بالأغلبية)       | القتال المدمر 2                                  | 11 مايو 2013   | 3      | 5:00  | أورو فينو، البرازيل                   | أول ظهور في وزن الريشة.                             |
| خسر     | 2–1   | رافاييل نونيز             | ضربة فنية قاضية (بالانسحاب)   | ماكس فايت 13                                     | 13 مايو 2012   | 1      | 2:15  | ساو باولو، البرازيل                   |                                                     |
| فاز     | 2–0   | ريناتو دا سيلفا جونيور    | ضربة فنية قاضية (باللكمات)    | روماني فايت برازيل 1                             | 24 مارس 2013   | 3      | 4:08  | تاوباتي، البرازيل                     |                                                     |
| فاز     | 1–0   | سيرجيو فييرا              | ضربة فنية قاضية (باللكمات)    | ماكس فايت 11                                     | 17 مارس 2012   | 2      | 2:05  | كامبيناس، البرازيل                    | أول ظهور في الوزن الخفيف.                           |